# 泰努瓦斯河畔布朗日
泰努瓦斯河畔布朗日（法語：Blangy-sur-Ternoise，法語發音：[blɑ̃ʒi syʁ tɛʁnwaz]）是法国上法蘭西大區加来海峡省的一个市镇，属于蒙特勒伊区。

## 地理
泰努瓦斯河畔布朗日（50°25'18"N, 2°10'10"E）面积11.61 平方千米，位于法国上法蘭西大區加来海峡省，该省份为法国北部沿海省份，西北濒北海，南至索姆省，东临北部省。
与泰努瓦斯河畔布朗日接壤的市镇（或旧市镇、城区）包括：蒂利卡佩勒、于姆勒耶、迈松塞勒、罗朗库尔、贝阿朗库尔、布兰热勒、埃克利默。
泰努瓦斯河畔布朗日的时区为UTC+01:00、UTC+02:00（夏令时）。

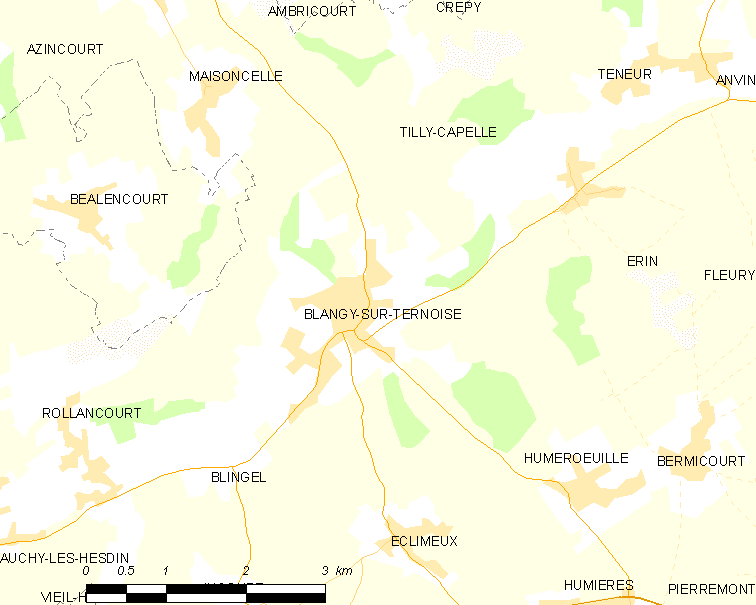
泰努瓦斯河畔布朗日的OSM定位图

## 行政
泰努瓦斯河畔布朗日的邮政编码为62770，INSEE市镇编码为62138。

## 政治
泰努瓦斯河畔布朗日所属的省级选区为欧克西堡县。

## 人口

1962-2008年间泰努瓦斯河畔布朗日人口变化图示

泰努瓦斯河畔布朗日于2022年1月1日时的人口数量为700人。